# Northampton Town and District Football League

Biểu tượng chính thức của giải đấu

Northampton Town & District Football League là một giải bóng đá nằm ở Northampton, Anh, chỉ có một hạng đấu ở Cấp độ 15 trong Hệ thống các giải bóng đá ở Anh. Đội vô địch có thể lên chơi ở Northamptonshire Combination Division Three.
Mùa giải 2013–14, Northampton Delapre Old Boys giành chức vô địch. Peter Smith Recruitment là nhà tài trợ hiện tại của giải.

## Các đội vô dịch theo hạng đấu gần đây
| Mùa giải | Premier Division               | Division One                       | Division Two             |
| -------- | ------------------------------ | ---------------------------------- | ------------------------ |
| 2003–04  | University College Northampton | Queen Eleanor Great Houghton Dự bị | Ford Sports Daventry "A" |
| 2004–05  | Airflow                        | TWS                                | Hạng đấu bị hủy bỏ       |
| 2005–06  | University College Northampton | Airflow Dự bị                      |                          |
| 2006–07  | Duston United                  | Asda George                        |                          |
| 2007–08  | Northampton Harlequins         | Cotton Hill                        |                          |
| 2008–09  | Cotton Hill                    | Ashley Rovers                      |                          |
| 2009–10  | Northampton Harlequins         | AFC Wombles                        |                          |
| 2010–11  | Northampton Harlequins         | Mereway United                     |                          |
| 2011–12  | Delapre Old Boys               | SPA                                |                          |
| 2012–13  | Delapre Old Boys               | Hạng đấu bị hủy bỏ                 |                          |
| 2013–14  | Northampton Delapre Old Boys   |                                    |                          |

## Các câu lạc bộ mùa giải 2015–16
- Duston Dynamo
- James King Blisworth A
- Liberty Stars
- Northampton Sporting Bat & Wickets
- Northampton Thorplands
- Northampton Thorplands Dự bị
- Wellingborough Shelley Road